# Pevita Pearce
Pevita Cleo Eileen Pearce (Giacarta, 6 ottobre 1992) è un'attrice indonesiana naturalizzata britannica.

## Filmografia parziale

### Cinema
- Denias, Senandung Di Atas Awan, regia di John de Rantau (2006)
- Lost in Love, regia di Rachmania Arunita (2008)
- Rasa, regia di Charles Gozali (2009)
- Dilema, registi vari (2012)
- 5 cm, regia di Rizal Mantovani (2012)
- The Sinking of Van Der Wijck (Tenggelamnya Kapal van der Wijck), regia di Sunil Soraya (2013)
- Chaotic Love Poems (Aach... Aku Jatuh Cinta), regia di Garin Nugroho (2016)
- May the Devil Take You (Sebelum Iblis Menjemput), regia di Timo Tjahjanto (2018)
- Gundala - Il figlio del lampo (Gundala), regia di Joko Anwar (2019)
- Sri Asih, regia di Upi Avianto (2022)

### Televisione
- Katarsis - miniserie TV, 8 episodi (2023)

## Riconoscimenti
- Festival Film Bandung
  - 2014: "Best Actress" (The Sinking of Van Der Wijck)
- Indonesian Choice Awards
  - 2014: "Actress Of The Year"
- Nickelodeon Indonesia Kids' Choice Awards
  - 2014: "Favourite Actress"